# Riwoche
Riwoche, även stavat Riwoqê, är ett härad (dzong) som lyder under Chamdo i Tibet-regionen i sydvästra Kina. Det liger omkring 540 kilometer öster om regionhuvudstaden Lhasa.